# Aubrieta
Aubrieta là chi thực vật có hoa trong họ Cải.